# 意外 (韓國電影)
是一部2024年上映的韓國犯罪懸疑片，翻拍自2009年的香港電影《意外》，由《犯罪女王》的導演李耀燮编剧并執導，姜棟元、李茂生、李美淑、金洪發、金信祿、李賢旭、李東輝、鄭恩彩及陳俊翔主演，2024年5月29日在韩国正式上映。

## 劇情概要
故事從榮日與梁慶珍的對話聲音開始，並展示了榮日過去的同事異瞳因交通事故去世的場景。接著，榮日與他的同伴——變裝高手月川、經驗豐富的老手Jackie，以及年輕成員典萬——將委託目標朴某偽裝成在工地因磚塊倒塌而死的過程展開。
任務完成後，三人聚集在他們的據點“三光保安”處理證據。他們對最近一系列神秘事故和“清掃者”的存在展開激烈辯論。雖然他們對此各執己見，但從榮日的言談中可以看出他似乎也相信“清掃者”的存在，這部分原因來自於過去同事異瞳在交通事故中死亡，讓榮日懷疑背後有更大的陰謀。
榮日和同伴們接手了另一個新委託，這次的目標是檢察總長候選人、國會議員周成直，而委託人正是他的女兒周永善。在策劃這次行動時，榮日發現周永善的母親李華善曾因捲入周成直的賄賂醜聞但因交通事故身亡，這讓榮日更加相信“清掃者”可能正在干涉這件事。
榮日制定了一個將周成直偽裝成因電擊事故而死的計劃，並與同伴們一起耐心等待最合適的時機。然而，行動當天，榮日發現周成直可能已經委託“清掃者”來處理自己的女兒周永善，這讓他感到焦慮不安。儘管行動中Jackie突然消失，但他們還是成功完成任務。
在任務結束後，榮日試圖尋找失蹤的Jackie，卻在一處公車站附近僥倖避開了一輛衝向他的公車，但年輕成員典萬卻在這場事故中不幸喪生。榮日帶著極大的悲痛回到據點，並告知月川典萬的死訊，兩人陷入了深深的悲傷中。
隨著調查的深入，榮日開始懷疑“清掃者”不僅是外部威脅，還可能與他們隊伍中的內鬼有關。他首先懷疑Jackie，因為她在任務當天突然消失。在調查過程中，榮日找到了Jackie，發現她患有阿茲海默症，並誤認榮日為已故的異瞳。這讓榮日陷入了極大的困惑和情感波動中。
與此同時，梁慶珍警官正在調查周永善。她的冷靜態度與周永善的抗拒形成鮮明對比。在這段時間裡，榮日開始懷疑保險代理人李治賢可能是“清掃者”，並且在調查中發現了一些可疑的線索。
隨著調查的深入，榮日的懷疑集中在了月川身上，認為他可能是“清掃者”的內鬼。兩人在車內的對話變得情緒化，最終導致月川在停車場因消防設施事故死亡。這一事件與異瞳的過去事件驚人地相似。
隨著Jackie和月川相繼死亡，周永善也墜樓身亡，榮日陷入了極度的絕望之中。最終，在所有線索似乎都指向自己時，榮日選擇向警方自首，但梁慶珍警官對他的自白表示懷疑，因為所有事件已經被定性為事故。
最後的揭示中，我們得知“清掃者”這個人物最初是榮日為了控制異瞳而編造出來的虛構存在。然而，隨著時間推移和一系列無法解釋的事件，榮日自己也深信這個人物的真實性。事實上，真正的“清掃者”是梁慶珍警官，她才是幕後操縱一切的人。故事結束在榮日可能遭遇一場致命車禍的暗示中，留下了懸念。

## 演員陣容
- 姜棟元 饰演 榮日，将杀人事件偽裝為事故的策劃者。[9]
- 李茂生 饰演 李治贤，负责事故处理的保险公司保險代理人。[9]
- 李美淑 饰演 Jackie，让荣日的策畫得以天衣无缝的三光保安资深组员。[9]
- 金洪發 饰演 周成直，委托杀人任务的目标。[9]
- 金新綠 饰演 梁庆珍，追查真相的刑警。[9]
- 李賢旭 饰演 月川，三光保安的伪装专家。[9]
- 李东辉 饰演 豪瑟，制造聳動话题的网络播主。[9]
- 鄭恩彩 饰演 周永善，委托人。[9]
- 陳俊翔 饰演 典万，三光保安的老幺成员。[9]
- 李鐘奭 饰演 異瞳，和荣日一样在书面资料上不存在的人，对荣日有重要的影响。（特别出演）[10]

## 製作
该片于2021年11月15日開機拍攝，2022年2月15日殺青。

### 损益平衡点
据媒体报道，该片损益平衡点约为250万观影人次。

## 发行
姜栋元2022年9月出演电台节目时透露该片预计于2023年2月上映。2023年10月亮相釜山国际电影节亚洲电影销售市场采用的韩文片名由《（意外）》为《（设计者）》，负责海外版权销售的Contents Panda表示该片一直受到海外买家们的关注。
2024年4月22日发布首款预告海报与先导与预告片，宣布定档同年5月29日在韩国上映。该片发行版权销往日本、台湾、泰国、新加坡、马来西亚、越南、香港等41个国家和地区，并确定将于当地上映。同年6月18日起提供IPTV和VOD点播服务。

## 反响

### 评价
韩国电影周刊《Cine21》共有5位影评人为该片打分，均分5/10。影片在韩国上映后，部分令人费解的剧情展开和开放式的结局引起观众严重的两极评价，反映CGV院线购票观众满意度的金蛋指数仅有61%，门户网站NAVER的购票观众评分仅有6.06/10分，部分观众评价该片“不知道在说什么”、“无聊”、“虎头蛇尾”等；另一方面，影片新颖的题材、姜栋元的表演和丰富多彩的角色亦获得观众好评，原作导演郑保瑞对该片导演李耀燮差别化的演绎方式、无法停止怀疑的戏剧化剧情展开和演员们出色的演技配合给予高度称赞。

### 票房
在韩国上映首日获得12万4062名观影人次，击败《疯狂的麦克斯：狂暴女神》《犯罪都市4》等影片夺得单日票房冠军。连续两日蝉联单日票房冠军后被《疯狂的麦克斯：狂暴女神》反超，首个周末（5月31日至6月2日）票房成绩20万余名观影人次，位列周末票房榜第二名。

## 備註
1. ↑  臺灣 OTT 平台 HamiVideo 譯為異瞳，此人瞳孔不同色而被男主角取名異瞳